# Grujugan (Kemranjen)
Grujugan is een bestuurslaag in het regentschap Banyumas van de provincie Midden-Java, Indonesië. Grujugan telt 2923 inwoners (volkstelling 2010).